# Didelphis
A Didelphis az erszényesek közé tartozó oposszumalakúak (Didelphimorphia) rendjébe és a oposszumfélék (Didelphidae) családjába, azon belül a valódi oposszumformák (Didelphinae) alcsaládjába tartozó nem.
A Didelphis nembe tartozó oposszumok két csoportba kell elkülönítenünk. Az egyikbe nagyobb formák tartoznak, ezek vagy nem hordanak arcukon fejtetejüktől homlokukig, és a szemtől a fülig érő sávokat, vagy csak nagyon elmosódottakat, és füleik a korral megfeketednek. A másikba kisebb formák, s ezeknek éles, fekete arcmintázatuk van, fülük pedig mindvégig rózsaszínű, átlátszó marad.

## Fajok
- fehérhasú oposszum (Didelphis albiventris)
- aranyhátú oposszum (Didelphis aurita)
- guyanai oposszum (Didelphis imperfecta)
- fiahordó oposszum (Didelphis marsupialis)
- feketelábú oposszum (Didelphis pernigra)
- északi oposszum (Didelphis virginiana)

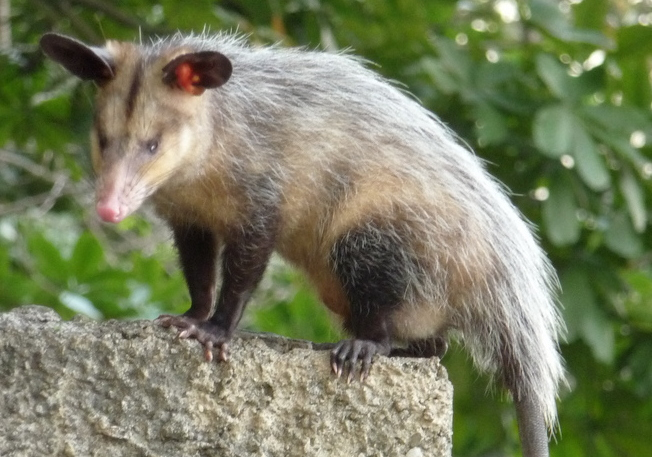
Fiahordó oposszum (Didelphis marsupialis)